# منهال بیگ
منهال بیگ (به انگلیسی: Minhal Baig) کارگردان، تهیه‌کننده و نویسنده آمریکایی از شیکاگو، ایلینوی می‌باشد. او نویسنده و کارگردان دو فیلم ۱ شب و هالا را بر عهده داشته‌است. و برای دو برنامهٔ تلویزیونی رامی و بوجک اسب سوار نیز نویسندگی کرده‌است.

## اوایل زندگی
منهال بیگ در راجر پارک شهر شیکاگو ایالات متحده آمریکا از پدر و مادری پاکستانی متولد و به همراه خواهر و برادرش بزرگ شد. او در دبیرستان نورث‌ساید کالج تحصیل کرده‌است. او سالهای ابتدایی خود را با دیدن فیلم‌های بالیوود در سالن‌های سینمایی محلی درگیر می‌کرد. وی در سال ۲۰۱۷ به لس آنجلس نقل مکان کرد تا کار خود را در زمینه نویسندگی فیلم و ساخت فیلم دنبال کند.

## حرفه
اولین فیلم او ۱ شب با بازی آنا کمپ است که برای اولین بار در جشنواره فیلم آستین در ۱۴ اکتبر ۲۰۱۶ با بازبینی‌های متفاوت به نمایش درآمد. لس آنجلس تایمز می‌گوید: «بین پیش فرض اصلی و تجسمات قوی فیلم، بیگ ثابت می‌کند که او کارگردان و نویسنده‌ای است که باید در آینده را تماشا کند، حتی اگر در حال حاضر رشد کافی نکرده باشد.»
وی پس از مهاجرت به شهر لس آنجلس، یک سال و نیم تلاش کرد تا به عنوان یک زن رنگین‌پوست شغل کارگردانی را پیدا کند. او از طریق بنیاد HALF رایان مورفی به یک برنامه تنوع پیوست، جایی که وی برای عضویت در انجمن صنفی کارگردانان آمریکا تأیید کرد.
در تمام این مدت، او در حال ویرایش اولین فیلم بلند خود، هالا بود که بر اساس یک فیلم کوتاه از با همان نام که در سال ۲۰۱۶ ساخته شده بود، ساخته شد. هالا زندگینامه نیست اما بیگ از تجربیات زندگی خود برای مضامین فیلم استفاده کرده‌است. این فیلم در محله راجرز پارک در شیکاگو در نزدیکی محل بزرگ شدن خود بیگ فیلمبرداری شده‌است. و همچنین برخی از صحنه‌ها در دبیرستان نورث‌ساید کالج فیلمبرداری شده‌است.
پس از اولین حضور در جشنواره فیلم ساندنس در سال ۲۰۱۹، هالا از اپل تی وی + پیشنهاد انتشار فیلم در سرویس پخش جدید خود را دریافت کرد. این فیلم اولین خرید اپل در Sundance 2019 بود. هالا در نوامبر ۲۰۱۹ به مدت دو هفته محدود آزاد شد و در ۶ دسامبر ۲۰۱۹ به‌طور کامل در Apple TV + منتشر شد.
او در حال حاضر در ساخت و نویسندگی سریال جدید Netflix به نام The Magic Order، بر اساس مجموعه کتاب‌های مصور نوشته مارک میلار ساخته شده‌است. در سال ۲۰۲۱، وی یک قرارداد کلی با آمازون امضا کرد.